# 자랑스러운 세이셸의 인민들이여
자랑스러운 세이셸의 인민들이여(Fyer Seselwa)는 1978년부터 1996년까지 쓰인 세이셸의 국가로, 피에르 다스트로스 제제가 작곡하였다.

## 가사
1절
Avec couraz e disipline nou ti briz tou barier.
Governaye dan nou lamin, nou pou resté touzour Frer.
Zamin, zamin nou pou aret lité.
Plito lamor qui viv dan lesclavaz!
Zamin, zamin nou pou aret lité.
Legalité pou nou tou! Laliberté pou touzour!
후렴
Debout, Zome Lib!
Fier Seychellois,
Nou la port ine ouvert.
Nou semin ine tracé,
Nou soleil ine levé,
Nou pa pou tourné derier.
Debout, Zome Lib!
Debout, Seychellois!
Enou resté dan Linité, dan Laliberté!
2절
Avec dignité nou later nou bezouin kiltivé,
Avec determinasion la mer nou pou exploité.
Enou touzour mars tou nou ensam,
Pou recolté tou sa qui noune sinmin.
Enou touzour mars tou nou ensam,
Fraternité dan leker, nou lavenir devan nou.

## 해석
1절
우리 서로 함께 훈련하고 용기를 갖으면 장애물을 제거할 수 있으리.
농부의 손으로, 우리는 형제로 남을 것이리.
절대로, 절대로 우리는 몸부림치지 않을 것이리.
노비들은 죽으리라!
절대로, 절대로 우리는 몸부림치지 않을 것이리.
우리 모두 평등하리! 자유여 영원하라!
후렴
일어나라, 자유로운 인민들이여!
자랑스러운 세이셸의 인민들이여,
우리의 문이 열렸다네.
우리의 길을 알았다네,
우리의 해가 뜬다네,
우리는 포기하지 않으리.
일어나라, 자유로운 인민들이여!
일어나라, 세이셸의 인민들이여!
우리는 연합하여 자유롭게 살자.
2절
위엄있는 우리의 땅을 경작할 때,
위엄있는 바다는 결심하리.
함께 행진하리.
우리의 모든 곡식들을 경작하리.
함께 행진하리.
우리 마음속의 동포애는 앞으로 계속 전진하리.